# Капель-Конингсби, Джордж, 5-й граф Эссекс
Джордж Капель-Конингсби, 5-й граф Эссекс (англ. George Capel-Coningsby, 5th Earl of Essex; 13 ноября 1757 — 23 апреля 1839) — британский аристократ и политик. Он носил титул учтивости — виконт Молден с 1757 по 1799 год. До 1781 года он носил фамилию — Капель.

## Происхождение

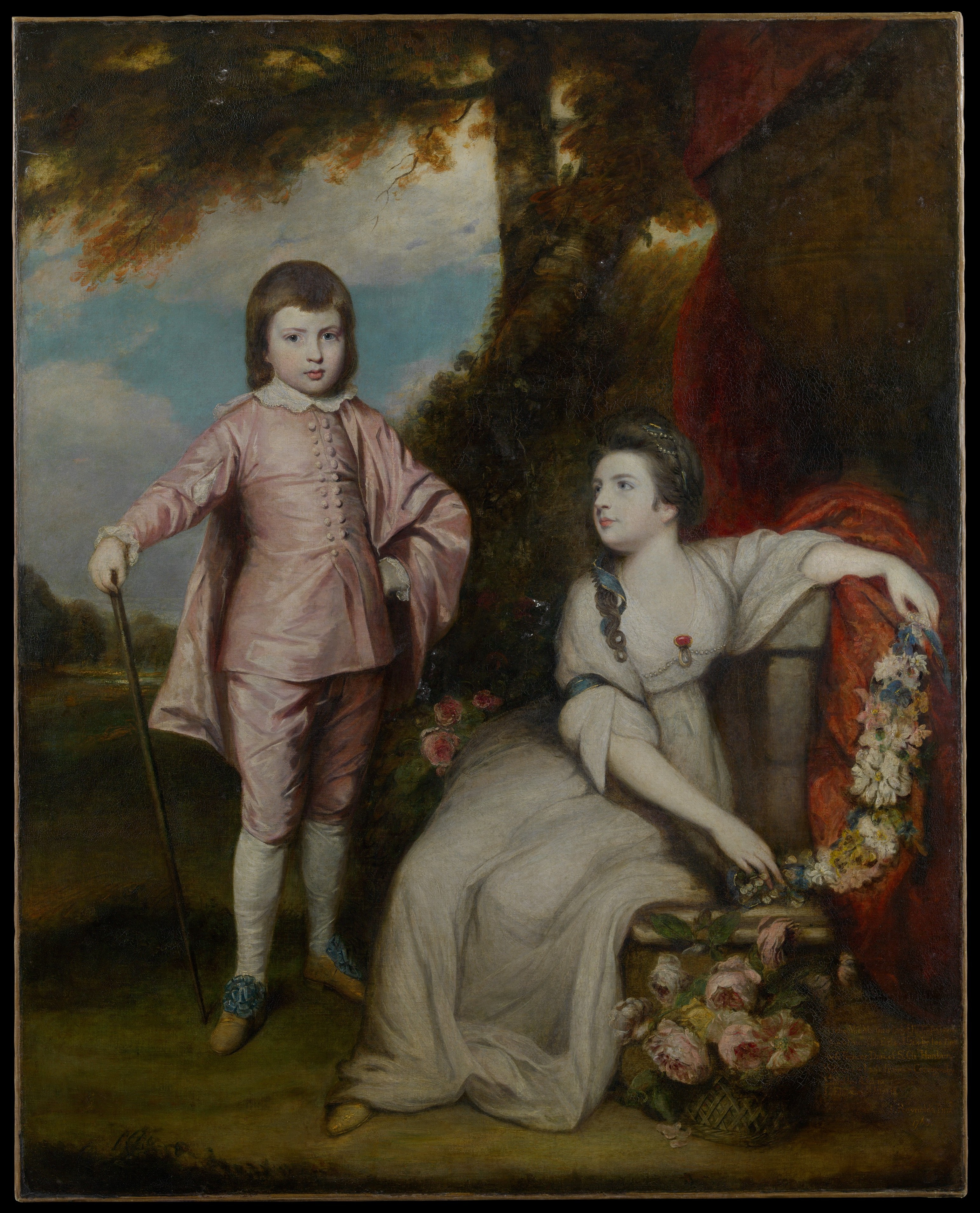
Портрет Джорджа Кепеля в возрасте 10 лет с сестрой Элизабет Кепель, написанный в 1768 году сэром Джошуа Рейнольдсом.

Родился 13 ноября 1757 года в Уотфорде, графство Хартфордшир. Старший сын Уильяма Энн Капеля, 4-го графа Эссекса (1732—1799), и его первой жены Фрэнсис Ханбери-Уильямс (1735—1759). После смерти матери от родов в 1759 году его отец снова женился на Харриет Блейден (дочери Томаса Блейдена из аббатства Гластонбери).
Его дедушкой и бабушкой по отцовской линии были Уильям Капель, 3-й граф Эссекс (1697—1743), и леди Элизабет Рассел (1704—1784), дочь Ризли Рассела, 2-го герцога Бедфорда. Его мать была дочерью Чарльза Ханбери Уильямса и леди Фрэнсис Конингсби (дочь Томаса Конингсби, 1-го графа Конингсби).

## Карьера

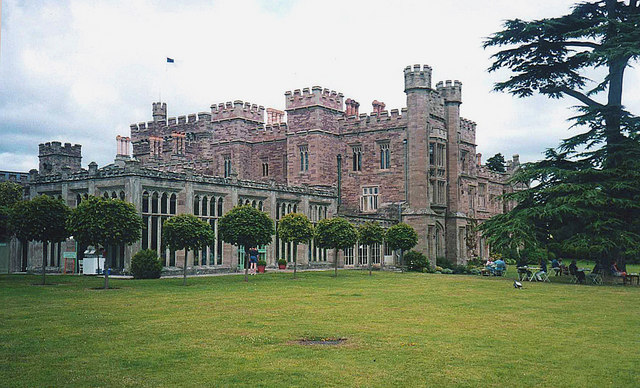
Хэмптон-Корт, Херефордшир

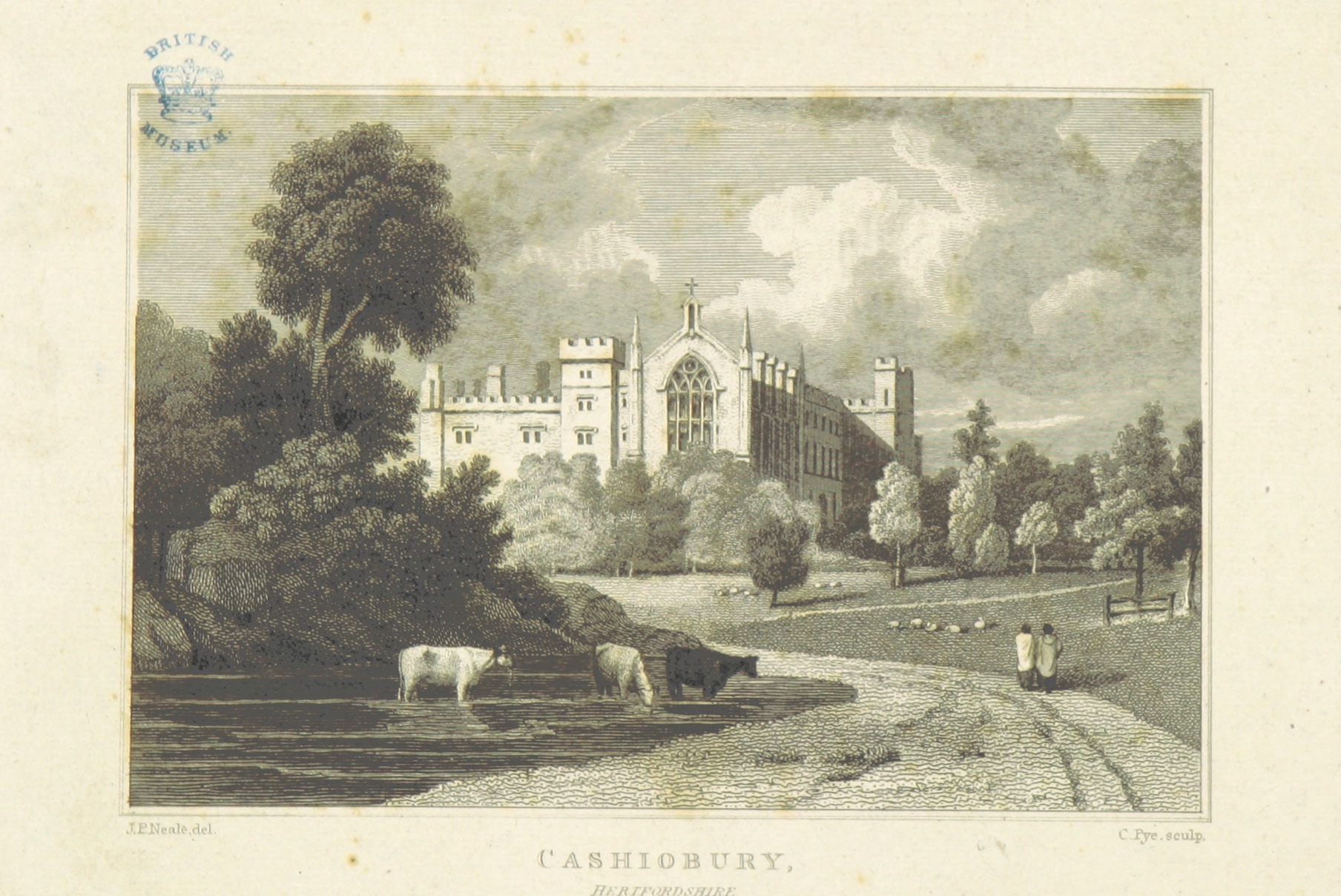
Иллюстрация 1818 года: Кассиобери-хаус после перестройки Конингсби

Джордж Капель получил образование в колледже Корпус-Кристи в Кембридже, получив степень магистра в 1777 году. В 1781 году он взял дополнительную фамилию Конингсби, унаследовав поместье Хэмптон-Корт в Херефордшире от своей бабушки, леди Фрэнсис Ханбери-Уильямс, урожденной Конингсби. Позднее (1810) он продал поместье Джону Аркрайту, внуку изобретателя и промышленника Ричарда Аркрайта.
Джордж Капель заседал в Палате общин Великобритании от Вестминстера (1779—1790), Лостуитиела (1781—1784), Окехамптона (1785—1790) и Рэднора (1794—1799).
4 марта 1799 года Джордж Капель-Конингсби стал преемником своего отца в качестве 5-го графа Эссекса. Он служил регистратором и главным стюардом Леоминстера в 1802 году, а также лордом-лейтенантом Херефордшира с 1802 по 1817 год. Он стал членом Общества антиквариев в 1801 году и получил почетное звание доктора права Оксфордского университета в 1810 году.
Получив титул графа Эссекса, он приступил к масштабной реконструкции семейной резиденции, Кассиобери-хауса в Уотфорде, Хартфордшир, прибегнув к услугам архитектора Джеймса Уайетта и ландшафтного дизайнера Хамфри Рептона для благоустройства дома и территории.
Лорд Эссекс был известен как крупный покровитель искусств и отвечал за создание большой коллекции произведений искусства в Кассиобери. В некрологе графа Эссекса 1839 года говорится, что «его светлость богато украсил свой дом в Кассиобери, а также свой городской особняк на Белгрейв-сквер многочисленными избранными работами наших местных художников», и что он принимал в Кассиобери ряд известных британских художников того времени и заказывал у них работы, включая Джозефа Тернера, Огастеса Пьюджина, Джона Коллкотта Хорсли, Дэвида Уилки и Эдвина Генри Ландсира.

## Поместья
Лорд Молден унаследовал поместья графа Ранелага от своей матери, включая обширные земли в Ирландии в графстве Роскоммон (город Роскоммон и окружающие его поселения), графстве Мит (в основном вокруг района Наван) и графстве Дублин (в районе Сордс).

## Личная жизнь

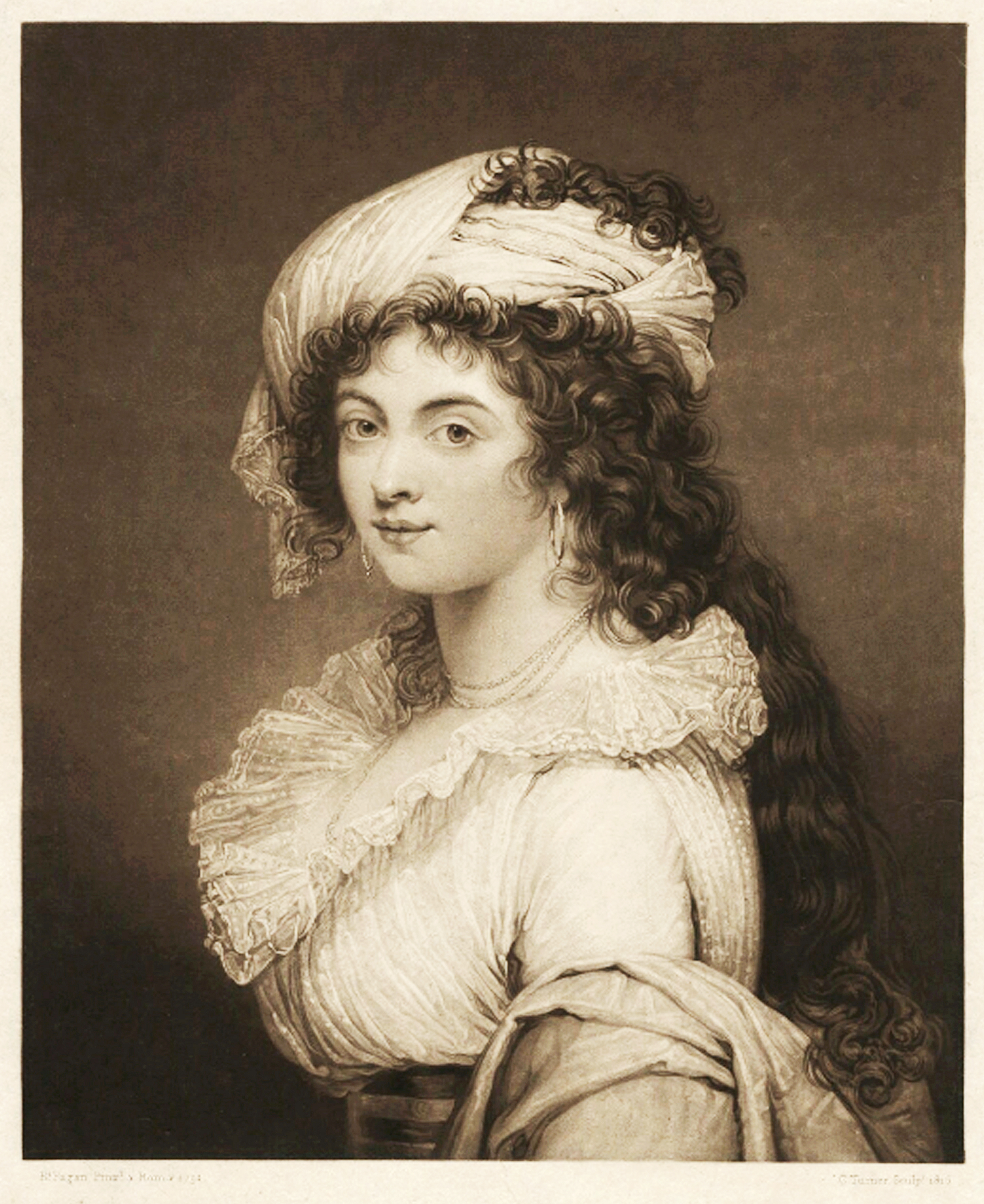
Сара Капель (1759—1838), первая жена 5-го графа Эссекса

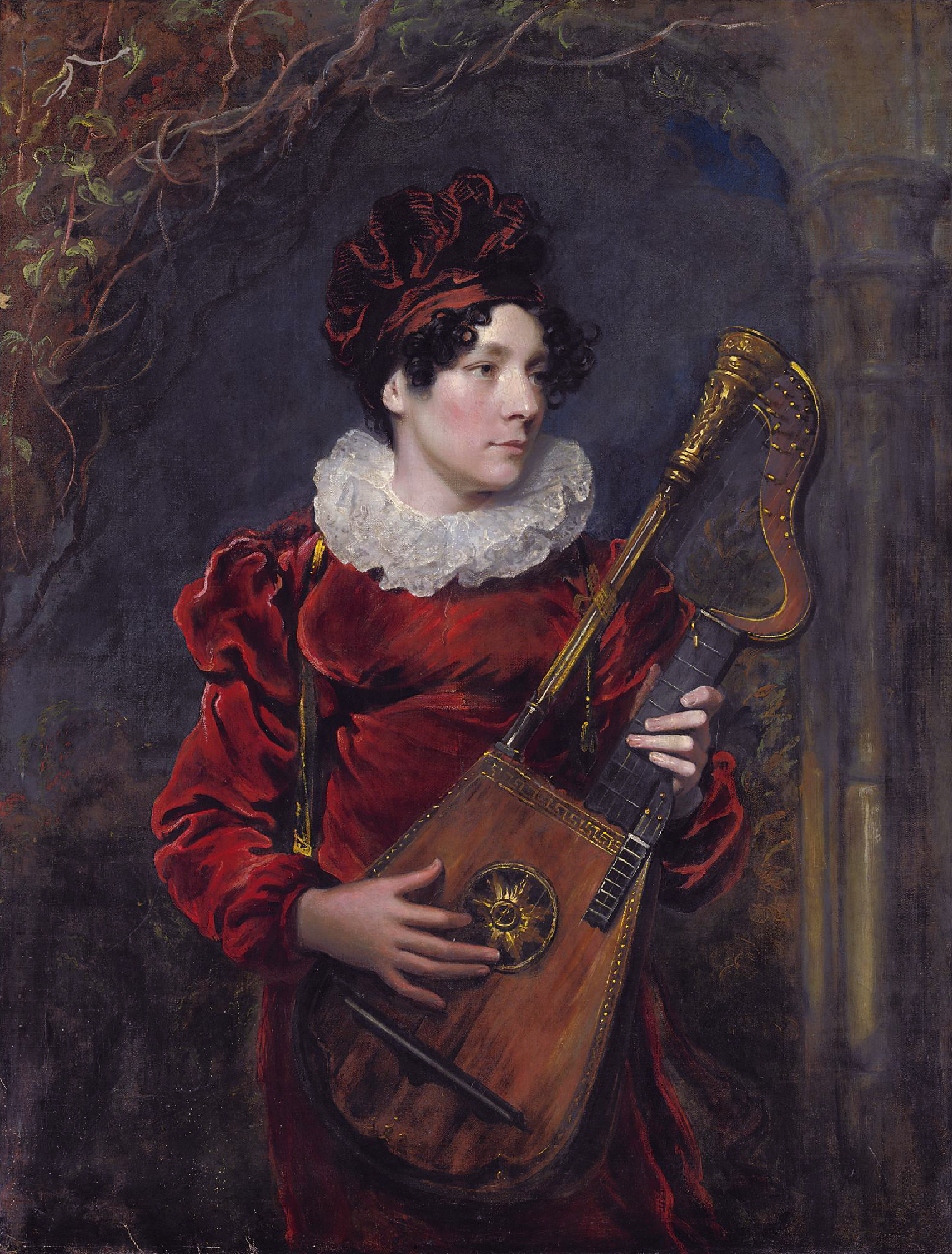
Китти Стивенс (1794—1882), вторая жена 5-го графа Эссекса

Джордж Капель-Конингсби был дважды женат . 6 июля 1786 года он женился первым браком на Саре Базетт (11 июля 1759 — 16 января 1838). Сара, вдова Эдварда Стивенсона, была дочерью Генри Уильяма Базетта из Святой Елены и Клариссы Пенелопы Притчард. Сара была талантливой и плодовитой художницей, известной как «Сара, виконтесса Молден», а с 1799 года как «Сара, графиня Эссекс» , которая специализировалась на создании акварельных копий старых портретов и других картин, и ее сохранившиеся копии во многих случаях являются единственным свидетельством ныне утраченных оригиналов.
После смерти Сары, 14 апреля 1838 года лорд Эссекс женился на оперной певице Китти Стивенс (18 сентября 1794 − 22 февраля 1882), дочери Эдварда Стивенса.
Лорд Эссекс скончался 23 апреля 1839 года в Кассиобери в возрасте 81 года и был похоронен в Уотфорде, оставив после себя оперную вдову Китти Стивенс, которая теперь была вдовствующей графиней . Поскольку у него не было собственного сына, его графство и поместья перешли к племяннику Артуру Элджернону Капелю, старшему сыну его сводного брата Джона Томаса Капеля.

## Внебрачная дочь
У него была внебрачная дочь Гарриет (1808—1837), которая вышла замуж за писателя-путешественника Ричарда Форда (1796—1858) . Граф Эссекс воздвиг настенный памятник Гарриет в Эссекской часовне церкви Святой Марии в Уотфорде.